# Francistown
Francistown es la segunda ciudad más grande de Botsuana, con una población de unos 113.500 habitantes según el censo de 2011. Conocida como la "Capital del Norte" se encuentra en el este de Botsuana, a unos 400 km nornordeste de la capital, Gaborone.

## Geografía
Francistown está situada en la confluencia de los ríos Tai e Inchwe, cerca del río Shashe (afluente del río Limpopo) y a unos 90 km de la frontera con Zimbabue. La ciudad fue el centro de la primera fiebre del oro africana y aún hoy se encuentra rodeada de viejas minas abandonadas.

## Historia
Los Ndebele llegaron a la zona en la década de 1830 mientras se dirigían a Bulawayo. Según se dice, Nyangabgwe fue la villa más cercana a Francistown que fue visitada por los europeos, cuando fue visitada por Robert Moffat. Moffat fue seguido en 1867 por el buscador de oro, Karl Mauch que fundó la mina de oro Bakalanga a lo largo del Tati River.
La ciudad actual fue fundada en 1897.

## Economía

### Minería
Francistown se ubica en la principal ruta de transporte aéreo y vial de Botsuana; la minería y la agricultura son importantes. Entre las principales compañías mineras destacan Tati Nickel (propiedad de Norilsk Nickel, con operaciones en Mina Selkirk y Mina Phoenix, produciendo cobalto, cobre y níquel. El Complejo Industrial Dumela, un polígono industrial, es un empleador importante; la construcción de la Refinería de Metales Botsuana en 2008 en las cercanías de la ciudad fue detenida debido a altos costos.

## Medios de comunicación
La cobertura mediática de Francistown incluye el periódico The Voice, fundado en 1993.

## Clima
| Parámetros climáticos promedio de Francistown | Parámetros climáticos promedio de Francistown | Parámetros climáticos promedio de Francistown | Parámetros climáticos promedio de Francistown | Parámetros climáticos promedio de Francistown | Parámetros climáticos promedio de Francistown | Parámetros climáticos promedio de Francistown | Parámetros climáticos promedio de Francistown | Parámetros climáticos promedio de Francistown | Parámetros climáticos promedio de Francistown | Parámetros climáticos promedio de Francistown | Parámetros climáticos promedio de Francistown | Parámetros climáticos promedio de Francistown | Parámetros climáticos promedio de Francistown |
| Mes                                           | Ene.                                          | Feb.                                          | Mar.                                          | Abr.                                          | May.                                          | Jun.                                          | Jul.                                          | Ago.                                          | Sep.                                          | Oct.                                          | Nov.                                          | Dic.                                          | Anual                                         |
| --------------------------------------------- | --------------------------------------------- | --------------------------------------------- | --------------------------------------------- | --------------------------------------------- | --------------------------------------------- | --------------------------------------------- | --------------------------------------------- | --------------------------------------------- | --------------------------------------------- | --------------------------------------------- | --------------------------------------------- | --------------------------------------------- | --------------------------------------------- |
| Temp. máx. media (°C)                         | 29.4                                          | 28.3                                          | 28.3                                          | 26.7                                          | 24.4                                          | 21.7                                          | 21.7                                          | 25                                            | 27.8                                          | 29.4                                          | 30                                            | 28.9                                          | 26.8                                          |
| Temp. mín. media (°C)                         | 21.7                                          | 20.6                                          | 19.4                                          | 16.1                                          | 12.2                                          | 8.3                                           | 7.8                                           | 11.1                                          | 15.6                                          | 19.4                                          | 20                                            | 20.6                                          | 16.1                                          |
| Precipitación total (mm)                      | 99.1                                          | 83.8                                          | 61                                            | 25.4                                          | 7.6                                           | 2.5                                           | 0                                             | 0                                             | 7.6                                           | 27.9                                          | 58.4                                          | 91.4                                          | 464.8                                         |
| Fuente: Weatherbase                           |                                               |                                               |                                               |                                               |                                               |                                               |                                               |                                               |                                               |                                               |                                               |                                               |                                               |

## Demografía
Desde la fundación de Francistown como núcleo de la minería de oro y centro ferroviario en el siglo XIX, la población de la ciudad ha ido aumentando de forma constante. Es la segunda ciudad más grande de Botsuana, habitando en la misma el 22,7% de la población urbana en 1991. En 1971, dicho porcentaje de población urbana era del 34,7% pero se fue reduciendo debido al crecimiento de Selebi-Phikwe, Orapa y Jwaneng, sumado al rápido crecimiento de Gaborone. Los Bakalanga, la segunda etnia más numerosa de Botsuana, están tradicionalmente ligados a esta ciudad y sus alrededores. Recientemente, la ciudad ha recibido una gran afluencia de inmigrantes ilegales procedentes de la vecina Zimbabue.
| Año  | Población | Cambio porcentual |
| ---- | --------- | ----------------- |
| 1964 | 9 521     |                   |
| 1971 | 18 612    | 95                |
| 1981 | 31 065    | 65                |
| 1991 | 38 524    | 29                |
| 2001 | 84 406    | 110               |

## Ciudades hermanadas
- Genk, Bélgica